# Franz Kurski
Franz Kurski (auch Kursky, eigentlich Samuel Kahan; jiddisch: פראַנץ קורסקי, eigentlich שמואל כאהן; geboren 14. Mai 1877 in Kurland; gestorben 17. Januar 1950 in New York City) war Archivar des Allgemeinen Jüdischen Arbeiterbunds und Historiker.

## Leben
Franz Kurski wurde in eine revolutionäre Familie in Kurland geboren und trat schon in jungen Jahren in die sozialdemokratische Partei Polens in Warschau ein und kam 1899 zum „Bund“. Aus dem Ausland koordinierte er die konspirativen Kontakte des „Bund“ nach Russland.
Kurski lebte seit 1918 in Berlin und verlegte 1925 auch das Auslandsarchiv des „Bund“, das er seit 1906 leitete, dorthin, um es „zu ordnen und vor bösen Geistern zu bewahren“. In Berlin befand sich das Archiv im Vorwärts-Haus in der Lindenstraße 3, Kurskis Hauptarbeitsort in seinen Berliner Jahren.
Außerdem vertrat Kurski den „Bund“ im Büro der Zweiten Internationalen.
Nach seiner Flucht aus Deutschland und einem Aufenthalt in Paris siedelte Kurski 1941 endgültig nach New York City um.
Franz Kurski wurde nach seinem Tod auf dem Mount Carmel Friedhof in Glendale, Queens County, New York beigesetzt und erhielt einen jiddischsprachigen Grabstein, auf dem er als „pyoner un boyer fun ‘bund‘ (Pionier und Erbauer des 'Bund')“ ausgewiesen wird.

## Archiv
Das Archiv des Allgemeinen Jüdischen Arbeiterbunds existierte ursprünglich in Genf; seit 1906 unter Kurskis Leitung. Allerdings reicht die Geschichte noch weiter zurück; bereits 1899 gründete das Auslandskomitee des „Bund“ ein Archiv. 1904–1905 wurde in den Räumen der Genfer Sektion des „Bund“ der größte Raum mit den Archivalien gefüllt. Erst Kurski ordnete das Archiv.
Nach der Februarrevolution 1917 sollte das Archiv nach Moskau transferiert werden. Tatsächlich wurde aber nur ein Teil der Materialien in Kopien nach Russland verkauft. Mit dem Erlös konnte das Archiv nach Berlin verlegt werden, wo es bis 1933 im Vorwärts-Haus geführt wurde.
Bis zur Machtübernahme der Nationalsozialisten 1933 umfasste das Archiv des „Bund“ 236 Kisten voller Dokumente, die dann mithilfe französischer Sozialisten nach Paris verbracht wurden, wo die meisten Archivalien bis 1951 einlagerten. Pläne zur Veröffentlichung der wichtigsten Dokumente wurden durch den Kriegsbeginn durchkreuzt. Das Versteck wurde kurz vor der Befreiung von Paris von den Deutschen entdeckt und vermutlich zur Verschickung nach Deutschland vorbereitet. Dazu kam es jedoch nicht.
Ein Teil des Materials musste Kurski nach seiner Flucht aus Deutschland in Paris im November 1934 verkaufen, es befindet sich seither im Amsterdamer Internationalen Institut für Sozialgeschichte. Dies war die erste Sammlung, die das Institut je erwarb. Als Alfred Rosenbergs Einsatzstab das Institut im Juli 1944 schließen ließ, wurden die Dokumente verpackt und nach Deutschland verbracht. Ein Großteil konnte nach dem Krieg sichergestellt und zurückgeführt werden.
Der größte Teil des Archivs konnte 1951 in die USA gebracht und dort in einem von Frank Atran gestifteten Kulturhaus untergebracht werden. Seit 1951 wurden dort wieder Materialien gesammelt.